# Emilio de Villota
Emilio de Villota Ruíz (ur. 26 lipca 1946 r. w Madrycie) – hiszpański kierowca Formuły 1.

## Wyniki w Formule 1
| Legenda oznaczeń w tabelach wyników Wyświetl szablon na nowej stronie | Legenda oznaczeń w tabelach wyników Wyświetl szablon na nowej stronie                                                                     |
| Oznaczenie                                                            | Wyjaśnienie |
| --------------------------------------------------------------------- | --- |
| Złoty                                                                 | Zwycięzca lub mistrzostwo |
| Srebrny                                                               | 2. miejsce lub wicemistrzostwo |
| Brązowy                                                               | 3. miejsce lub II wicemistrzostwo |
| Zielony                                                               | Ukończył, punktował (w klasyfikacji generalnej, gdy zdobył co najmniej jeden punkt na przestrzeni sezonu, poza trzema powyższymi opcjami) |
| Niebieski                                                             | Ukończył, nie punktował (w klasyfikacji generalnej, gdy nie zdobył co najmniej jednego punktu na przestrzeni sezonu)                      |
| Czerwony                                                              | Nie zakwalifikował się (NZ) |
| Czerwony                                                              | Nie prekwalifikował się (NPK) |
| Różowy                                                                | Nie ukończył (NU) |
| Różowy                                                                | Niesklasyfikowany (NS) (w klasyfikacji generalnej, gdy nie został sklasyfikowany w żadnym wyścigu sezonu)                                 |
| Czarny                                                                | Zdyskwalifikowany (DK) |
| Czarny                                                                | Wykluczony (WYK/EX) |
| Biały                                                                 | Nie wystartował (NW) |
| Biały                                                                 | Kontuzjowany (K/INJ) |
| Biały                                                                 | Wyścig odwołany (OD/C) |
| Bez koloru                                                            | Został wycofany (WYC/WD) |
| Bez koloru                                                            | Nie przybył (NP/DNA) |
| Bez koloru                                                            | Nie brał udziału w treningach (NT/DNP) |
| Bez koloru                                                            | Nie został zgłoszony (–) |
| Pogrubienie                                                           | Start z pole position |
| Kursywa                                                               | Najszybsze okrążenie wyścigu |
| †                                                                     | Nie ukończył, ale jego rezultat został zaliczony ze względu na przejechanie więcej niż 90% dystansu wyścigu.                              |
| *                                                                     | Sezon w trakcie |
| 1/2/3                                                                 | Punktowana pozycja w sprincie kwalifikacyjnym                                                                                             |
| Lista systemów punktacji Formuły 1                                    | |

| Rok  | Zespół            | Bolid         | Silnik      | 1     | 2     | 3     | 4      | 5      | 6      | 7      | 8      | 9      | 10     | 11     | 12     | 13     | 14     | 15     | 16    | 17    | Pozycja | Punkty |
| ---- | ----------------- | ------------- | ----------- | ----- | ----- | ----- | ------ | ------ | ------ | ------ | ------ | ------ | ------ | ------ | ------ | ------ | ------ | ------ | ----- | ----- | ------- | ------ |
| 1976 | RAM Racing        | Brabham BT44B | Cosworth V8 | BRA - | RPA - | USW - | ESP NZ | BEL -  | MON -  | SWE -  | FRA -  | GBR -  | DEU -  | AUT -  | HOL -  | ITA -  | KAN -  | USA -  | JAP - |       | NS      | 0      |
| 1977 | Iberia Airlines   | McLaren M23   | Cosworth V8 | ARG - | BRA - | RPA - | USW -  | ESP 13 | MON -  | BEL NZ | SWE NZ | FRA -  | GBR NZ | GER NZ | AUT 17 | NED -  | ITA NZ | USA -  | CAN - | JPN - | NS      | 0      |
| 1978 | Centro Asegurador | McLaren M23   | Cosworth V8 | ARG - | BRA - | RPA - | USW -  | MON -  | BEL -  | ESP NZ | SWE -  | FRA -  | GBR -  | GER -  | AUT -  | NED -  | ITA -  | USA -  | CAN - |       | NS      | 0      |
| 1981 | Banco Occidental  | Williams FW07 | Cosworth V8 | USW - | BRA - | ARG - | SMR -  | BEL -  | MON -  | ESP EX | FRA -  | GBR -  | GER -  | AUT -  | NED -  | ITA -  | CAN -  | LV -   |       |       | NS      | 0      |
| 1982 | LBT Team March    | March 821     | Cosworth V8 | RPA - | BRA - | USW - | SMR -  | BEL NZ | MON NZ | USE NZ | CAN NZ | NED NZ | GBR -  | FRA -  | GER NZ | AUT NU | SZW NZ | ITA NZ | LV NU |       | NS      | 0      |

## Rodzina
María de Villota – kierowca wyścigowy, córka de Villoty.